# Lebés

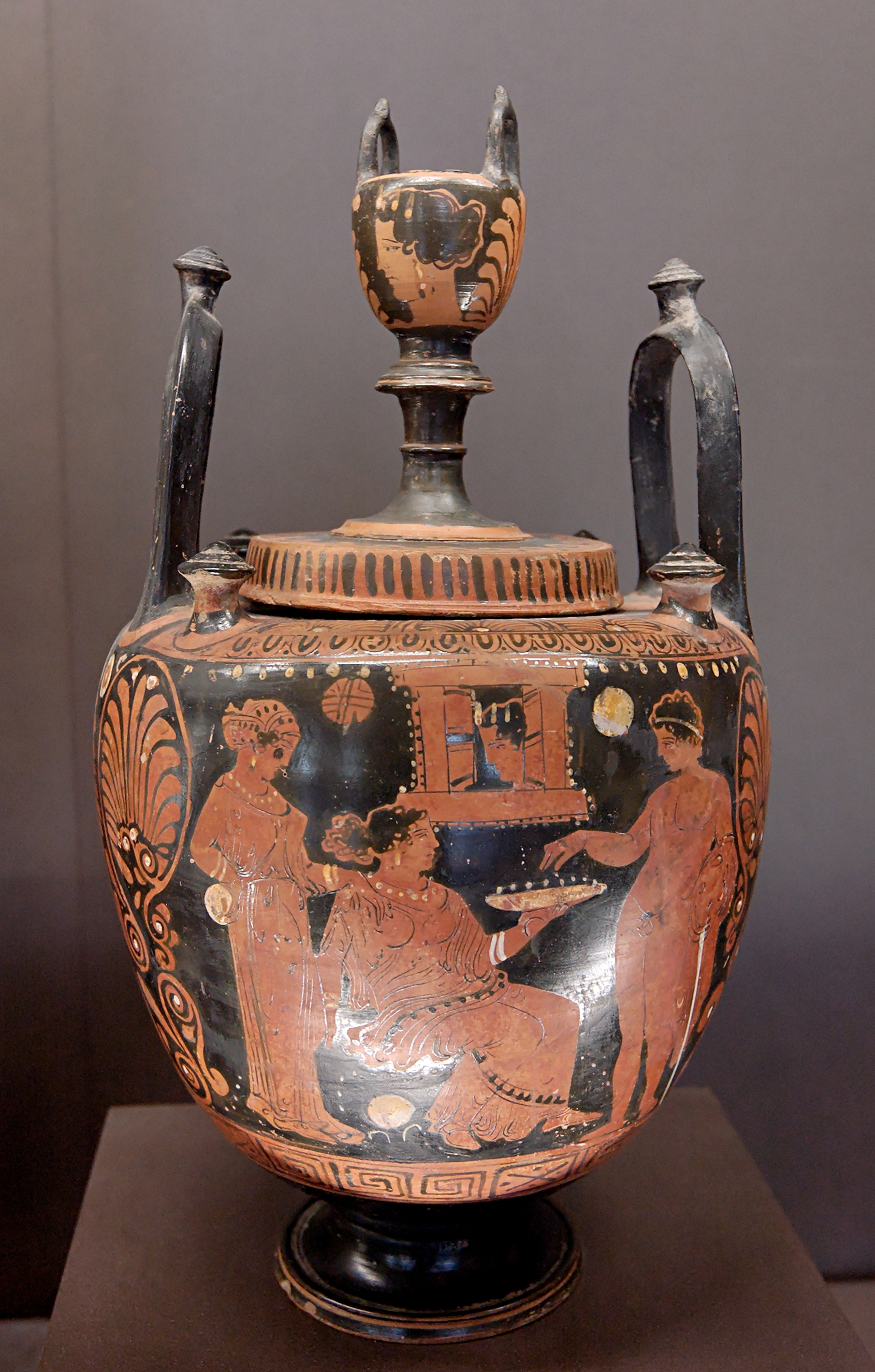
Apulský červenofigurový lebés gamikos – Malíř z Athén 1714, 360–350 př. n. l.

Lebés (z řečtiny λέβης, plurál lebétés) je hluboká starověká řecká nádoba se zakulaceným dnem bez nožky. Z toho důvodu býval většinou umisťován na keramický podstavec nebo kovovou (stříbrnou, zlatou či bronzovou) trojnožku. Nejčastěji byl používán k přípravě jídla a umývání. Jeho tvar napodobuje bronzové kotlíky, které byly udělovány vítězům sportovních klání.

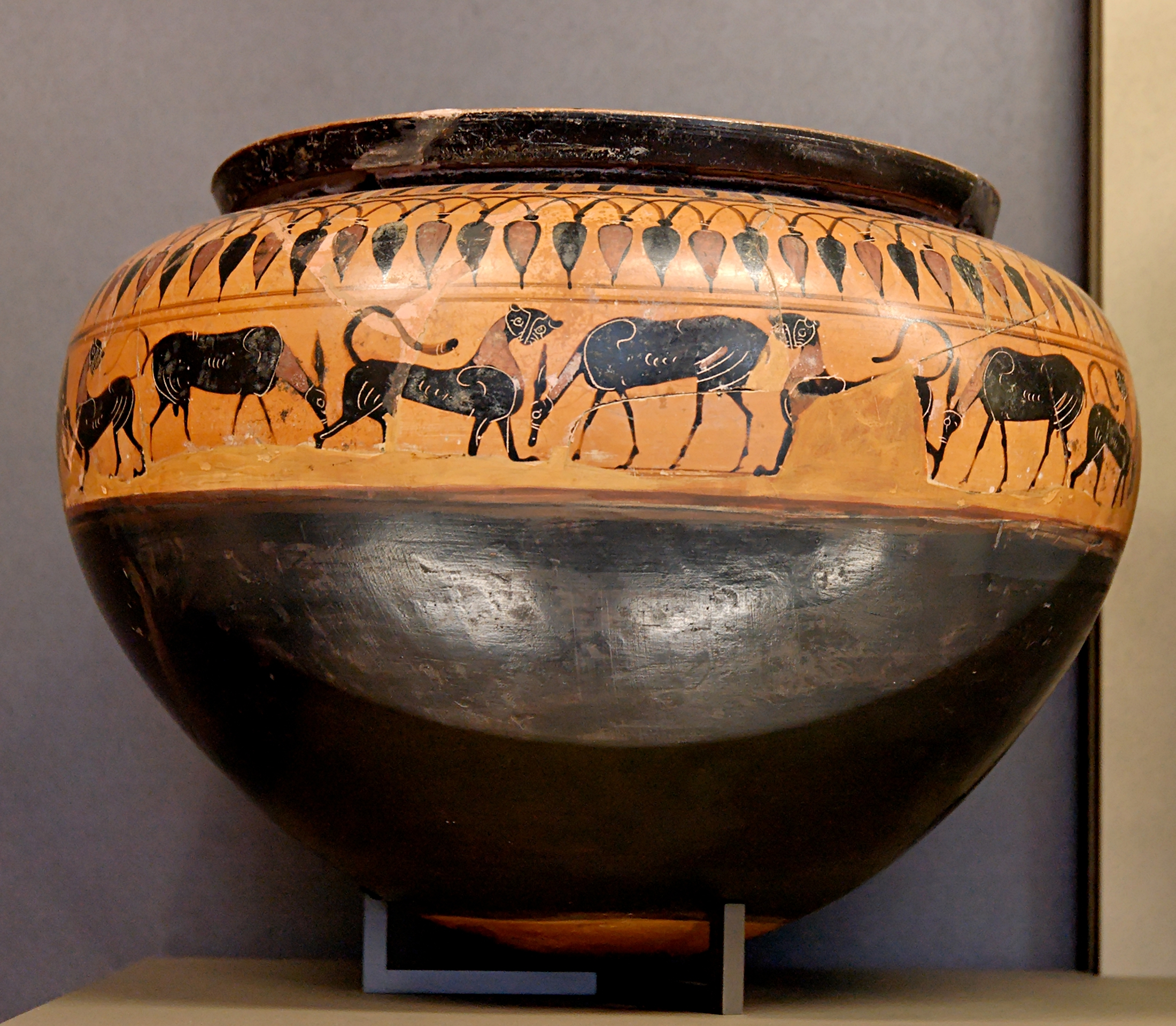
Attický černofigurový dinos, kolem 540 př. n. l.

V literatuře je často označován jako dinos či deinos (z řečtiny δίνος, δείνος; plurál dinoi). Tato forma byla používána stejně jako krátér k míchání vína s vodou. Jiné antické literární prameny jej označují jako číši.
Specifickým tvarem lebétu je tzv. lebés gamikos - svatební mísa s připojeným podstavcem, dvěma uchy a pokličkou. Byl stavěn před dveře nevěstina domu a používán k purifikačnímu (očišťovacímu) obřadu. Na vázových malbách z 6. a 5. století př. n. l. se svatební tematikou bývá zobrazován zdobený větvemi.